# Kazimierz Twardowski
Kazimierz Jerzy Skrzypna-Twardowski, poljski filozof in logik, * 20. oktober 1866, Dunaj, † 11. februar 1938, Lvov.
Twardowski je bil rektor lvovske univerze.
Je tipični predstavnik srednjeevropske filozofije ob koncu 19. stoletja – po eni strani je povezan s filozofsko tradicijo v Nemčiji in Avstriji, po drugi pa svoji nacionalni, poljski filozofiji. S svojim delom je vplival je na začetnike neopozitivizma in člane Dunajskega kroga. Bil je tudi začetnik Lvovsko-Varšavske šole, ki sodi v poljsko analitično, lahko bi rekli tudi logično-pozitivistično tradicijo. Po vsebinski strani se je ustvarjalno ukvarjal s psihologijo ter se soočal z očitki zgodnjega psihologizma. V obdobju delovanja v Lvovu pa se je bolj posvečal problemom metodologije znanosti. Ni bil pripadnik nobene posebne filozofske smeri. Izhajal je iz metodoloških osnov filozofije Franza Brentana (iz tiste problematike empirične filozofije, ki jo je Brentano reševal v delu Psihologija z empiričnega vidika).

## Življenje
Rodil se je višjemu uradniku na finančnem ministrstvu. Srednjo šolo in maturo je opravil leta 1885 prav tako na Dunaju z odličnim uspehom na sloviti gimnaziji »Theresianum«. Od tega leta pa do leta 1889 je študiral filozofijo na Dunajski univerzi, kjer je bil njegov profesor Franc Brentano. Ker je bil izredno dober študent, je dobil štipendijo za študij psihologije, ki jo je izkoristil v Leipzigu in Münchnu. Leta 1892 je doktoriral s tezo Ideje in zaznavanje – spoznavno teoretska študija iz Descartesa, ki je bila objavljena leta 1891. Twardowski se je nato zaposlil v matematičnem oddelku dunajske zavarovalnice. Ob tej službi se je posvetil habilitacijskemu delu (se pravi delu, ki naj bi mu zagotovilo univerzitetno kariero), ki je bilo zanj in za evropsko filozofijo izredno pomembno – to je razprava Zur Lehre von Inhalt und Gegenstand der Vorstellungen iz leta 1894. Med letoma 1894 in 1895 je predaval na Dunaju, nato pa je bil imenovan za profesorja v Lvovu. Poleg tega da je bil izjemo nadarjen in v vseh pogledih odličen predavatelj, je bil tudi rektor univerze Lvov med prvo svetovno vojno. Tam je Twardowski ustanovil tudi šolo logike Lvov–Varšava in postal »oče poljske logike« ter s tem začel tradicijo znanstvene filozofije na Poljskem. Med njegovimi študenti so bili logisti Stanisław Leśniewski, Jan Łukasiewicz in Tadeusz Czeżowski, zgodovinar filozofije Władysław Tatarkiewicz, fenomenolog in estetik Roman Ingarden, psiholog Władysław Witwicki, pa tudi filozofi blizu Dunajskega kroga, kot so Tadeusz Kotarbiński in Kazimierz Ajdukiewicz. Twardowski je bil prepričan, da filozofski način razmišljanja, ki ga je zagovarjal, torej natančnost v misli in pisanju ter strogost v argumentaciji, neposredno koristi praktičnemu življenju. Z idejo, da natančno dokaže to mišljenje s svojim osebnim primerom, je sprejel vodstvo različnih vrst odborov. Vsem tem dejavnostim je posvetil veliko večino svojega časa. Pravzaprav ga je prav njegov lasten izbor, da je predvsem izobraževalec in organizator, oropal priložnosti za akademsko pisanje. Poleg tega pa tudi ni bil pretirano zainteresiran za objavo svojih idej. Torej, ker je postavil visoke zahteve na jasnost in logično potrpežljivost filozofskega dela, ga je objavil le, če so ga zahtevale zunanje okoliščine. Posledično je v letih predavanja v Lvovu objavil zelo malo. Leta 1930 se je uradno upokojil, umrl pa je 11. februarja 1938.

## Delo

### Dunajska leta: 1891–1895
Twardowskova glavna objava v dunajskem obdobju je, poleg njegove doktorske disertacije Ideje in zaznavanje (1891), delo Habilitationschrift, O vsebini in predmetu predstavitev (1894), ki je hkrati tudi  njegovo najbolj vplivno delo. 

#### O vsebini in predmetu predstavitev(1894)
V Vsebini in predmetu Twardowski deli številne temeljne teze Brentana. Prva in najpomembnejša teza pravi, da je bistvena značilnost duševnih pojavov in tisto, kar jih razmejuje od fizičnih pojavov, intencionalnost. Vsak duševni pojav ima potemtakem cilj, proti kateremu je usmerjen. Mentalni pojavi, imenovani tudi mentalna dejanja, spadajo v tri ločene razrede (druga teza): predstavitve, sodbe ter pojavi ljubezni in sovraštva. V miselnem aktu predstavitve je predmet predstavljen; v sodbi presoje; v ljubezni in sovraštvu, ljubljen ali sovražen. Naslednja (tretja) teza pravi, da so duševni pojavi bodisi predstavitve bodisi temeljijo na predstavitvah. Predložiti moramo predmet, da ga lahko sodimo ali cenimo (čeprav nam ni treba presojati ali oceniti predmeta, ki bi ga morda lahko predstavljali). Vendar pa je pomembno, da predmet predstavimo, saj sodba ni kombinacija predstavitev (četrta teza), temveč duševno dejanje, ki sprejme ali zavrne predmet, ki ga predstavlja predstavitev. V skladu s to idejo se lahko vse sodbe (peta teza) ustrezno izrazijo v eksistencialni obliki »A je« (pozitivna sodba) ali »A ni« (negativna sodba). V obeh primerih ima sodba tako imenovani »imanentni« predmet, ki ga predstavlja predstavitev, kar je preprosto A. Glavna posledica Twardowskove teorije namernosti je, da ni nobenih nepredstavljivih predstavitev brez predmeta, ne glede na to, kako čuden in neverjeten ta predmet je. Celo predstavitve kontradiktornih predmetov vsebujejo tako vsebino kot predmet. Ta teza in sklepi, do katerih je Twardowski prišel, so imeli velik vpliv na razvoj brentjanskih teorij intencionalnosti. Zamisli Twardowskega pa so se razširile tudi do Anglije. 

#### »Predstavljeni«
Namen Vsebine in predmeta je razlikovati »predstavljeno« v smislu, kjer pomeni vsebino, od »predstavljenega« v pomenu, kjer se uporablja za označevanje predmeta. Glavna teza je, da je treba v vsakem duševnem dejanju razlikovati vsebino in predmet. To razlikovanje omogoča Twardowskemu objasnitev trditve, da ima vsak duševni pojav vsebino in predmet, in je usmerjen k svojemu cilju in ne k vsebini. Twardowski si razliko med dejanjem, vsebino in objektom zamišlja na naslednji način. Akt predstavitve je duševni dogodek, ki se v določenem času odvija v našem umu. Vsebina je dobesedno v umu in obstaja glede na dejanje, saj je od njega odvisna. V nasprotju s tem je predmet neodvisen od mentalnega dejanja in, splošno gledano, ni znotraj njegovega uma, čeprav je v nekaterih posebnih primerih predmet predstavitve morda mentalna stvar. Twardowski ponuja analizo dvoumnosti izraza »predstavljen« tako, da privlači jezikovno razlikovanje med spreminjajočimi in atributivnimi (ali določljivimi) pridevniki, ki jih ilustrira z analogijo med dejanjem predstavitve predmeta in dejanjem slikanja pokrajine. S podobno predstavitvijo lahko za objekt rečemo, da je »predstavljen«  v dveh čutih. Predmet, ki je predstavljen v modifikacijskem smislu, je identičen vsebini, predstavljeni v atributivnem smislu, ki je odvisna od dejanja predstavitve, in to je tisto, na kar mislimo z besedami »objekt, ki je imanenten v dejanju«; predmet, predstavljen v atributivnem smislu, pa je cilj predstavitve, torej tisto, kar se zgodi v predstavitvi in kar je neodvisno od dejanja predstavitve.
Razlikovanje med vsebino in predmetom predstavitve temelji na psihološki ali epistemični razliki, ki je grobo rečeno nasprotje razlikovanja med smislom in referenco (Gottlob Frege). Twardowski je s pomočjo Zimmermannove terminologije trdil, da je predmet predstavitve tisti, ki je predstavljen v predstavitvi, se pravi je vsebina tista, skozi katero je predmet predstavljen. Pomemben argument je tudi, da lahko isti predmet predstavimo na dva različna načina, tako da imamo dve predstavitvi z istim predmetom, vendar z različno vsebino. Twardowski poimenuje take predstavitve izmenljive predstavitve. Predstavitev rimskega Juvavuma in predstavitev rojstnega kraja Mozarta imata isti predmet: Salzburg; vendar se njuna vsebina razlikuje. Če želite ponuditi grobo analogijo, pomislite na puščico, ki kaže na predmet: predmet je to v kar je usmerjena puščica, vsebina pa je tisto, kar v puščici naredi puščico, to je, da je usmerjena v ta predmet in ne v drugega. Dejanje puščice je samo »biti usmerjena proti« Izmenljive predstavitve so kot dve puščici, ki kažeta na isti predmet.

#### Neobstoječi predmeti
Twardowskova analiza »predstavljenega« je bistvenega pomena za razumevanje, kaj točno je »presodilo v sodbi«. Ne gre samo za predstavitve, pri katerih lahko razlikujemo dejanje, vsebino in predmet, ampak je tako tudi pri sodbah. Ko sprejmemo sodbo, bodisi sprejemamo ali zavračamo predmet prek vsebine. Vse sodbe imajo obliko, ki je lahko jezikovno izražena kot »objekt A obstaja« ali »objekt A ne obstaja.« Predmet sodbe (A) je tisto, kar se sodi v sodbi. Ta predmet je predmet predstavitve na podlagi sodbe. Vsebina sodbe je obstoj ali neobstoj predstavljenega predmeta. Njegova analiza pojasnjuje, kaj se dogaja, ko v sodbi sodimo, da eter ne obstaja. Predpostaviti, da eter ne obstaja, pomeni zavrnitev snovi, ki napolnjuje fizično snov zunaj nekogaršnje zavesti. Predmet te sodbe ni duševen, vendar to ne pomeni, da v zavesti ni ničesar: obstaja duševna vsebina. Ta vsebina obstaja; je pa eter sam, ki ne obstaja. Za teorije sodbe, kot je opisana zgoraj, mora biti predmet, ki ga presojamo, sam predmet, ki ga predstavljamo. Zato je potrebno Twardowskovo tezo razumeti v smislu, da ni nobenih predstavitev, ki nimajo predmeta. Če predstavitev nima predmeta, ni nobenega predmeta, da bi ga sodili kot obstoječega ali neobstoječega. Ta ključni del vsebine Vsebine in predmeta je namenjen prikazu dejstva, da ima vsaka predstavitev – ne glede na videz – predmet. Za boljšo predstavo je dobra metafora puščice, ki pravi, da vsaka puščica kaže na nekaj. Twardowskova strategija je pokazati, da predstavitve, ki jih drugi običajno štejejo za nesprejemljive (tj. puščice, ki ne kažejo na ničesar), ne obstajajo. Brez predmeta ni nobenih predstavitev: obstajajo pa predstavitve, katerih predmet ne obstaja. Ključna argumentacija tega je ta, ki temelji na treh funkcijah imen v jeziku. Če nekdo uporablja izraz: »poševni kvadrat«, potem se v njem pojavlja dejanje predstavitve. Vsebina, ki pripada temu dejanju je pomen tega imena. Toda to ime pomeni tudi nekaj, kar v sebi združuje protislovne lastnosti in katerih obstoj se zanika takoj, ko se čuti nagnjenost k temu, da se o njem presoja. Nekaj je nedvomno označeno z imenom, čeprav to lahko ne obstaja.

#### Merologija: deli vsebine in deli predmeta
Poleg metafizike, ki je prisotna v Vsebini in predmetu, so še posebej pomembni merološki premisleki, ki jih ponuja Twardowski. Po besedah Ingardena ja Vsebina in predmet ponujala »prvo dosledno konstruirano teorijo predmetov, ki kažejo določeno teoretično enotnost od časa skolastičnosti in ontologije Christiana Wolffa«. Dediščina Vsebine in objekta vključuje tudi podatek, da je bil pristop učencev Twardowskega k metafiziki, bistveno drugačen od pristopa, ki je bil značilen za na primer dunajski krog. Na Poljskem metafizika ni bila označena kot nesmiselna, temveč sprejeta kot spoštljivo raziskovalno področje, ki ga je treba raziskati s strogimi metodami.

#### Položaj vsebine in predmeta v Twardowskem opusu
Vsebino in predmet je treba obravnavati kot del večjega raziskovalnega cilja, ki ga je Twardowski določil sam. To je vključevalo razvijanje teorije konceptov in teorije sodbe. V Vsebini in predmetu je Twardowski dosledno predstavil, kako sodbe, kot je »Eter ne obstaja«, delujejo na podlagi sistematizacije pojma »predmet predstavitve«. Ta sistematizacija je imela posledice na teorijo sodbe, ki pa je daleč presegla sodbe, kot so »Eter ne obstaja«. Čeprav delo vsebuje le malo teorije sodbe, se je Twardowski dobro zavedal teh posledic. Pismo Meinongu dokazuje, da je razvil teorijo sodbe, katere prve zasnove je mogoče najti v njegovih rokopisih Logik. Twardowski v svojem Avtoportretu opozarja, da gre za vprašanje narave konceptov, ki ga je pripeljalo do Vsebine in predmeta. Vprašanje izhaja iz raziskav o določenem konceptu v svoji doktorski disertaciji Descartesovem pojmu jasnega in izrazitega dojemanja. Ker so koncepti vrsta predstavitev, je Twardowski najprej preiskoval predstavitve na splošno in tako razblinil dvoumnosti.

### Lvovska leta: 1895–1938
Med vprašanji, ki jih je Twardowski v svojih dunajskih letih skiciral ali pustil odprta, in pozneje raziskoval, so poleg teorij resnice in znanja, odnos med časom in resnico (tako imenovane Relativne resnice, 1900) in med jezikovnim pomenom in vsebino duševnih dejanj (Dejanja in produkti , 1912). Zlasti pomembne teme, so odnosi med deduktivnimi znanostmi in pojmom ozemljitve (A Priori in A Posteriori Sciences, 1923) ter odnos med filozofijo, psihologijo in fiziologijo (Psihologija proti fiziologiji in filozofiji, 1897). Omeniti velja Twardowskova pisanja o vprašanjih filozofske metodologije (O jasnem in nejasnem filozofskem slogu, 1919/20). Prav tako ne moremo spustiti razmeroma veliko etičnih spisov (O etičnem skepticizmu, 1905–24). Njegove publikacije v letih Lvov so ohranjene v poljščini, toda nekaj od teh zapisov, ki jih je štel za pomembne akademske publikacije, po navadi najdemo tudi v nemščini. Posebno pomembna in vplivna med njimi sta O tako imenovanih relativnih resnicah (1900) in Dejanja in produkti (1912).

#### O tako imenovanih relativnih resnicah (1900)
O tako imenovanih relativnih resnicah (v nadaljevanju: relativne resnice) je delo, ki je temeljnega pomena za razvoj ideje absolutne resnice na Poljskem. Vsekakor je vplivalo tudi na razpravo 1910–1913 o prihodnjih kontingentih, ki so vključevali Kotarbińskiega, Leśniewskiega in Łukasiewicza, ki so kasneje služili kot metafizična podlaga za trirazsežno logiko Łukasiewicza. Položaj Twardowskega je zanimiv, ker gre za ne-platonistično teorijo absolutne resnice. Eden od razlogov, zaradi katerih je bil pomemben za obrambo protirelativističnega pojma resnice je, da relativizem ogroža možnost oblikovanja etike kot znanosti, ki temelji na načelih. Ta vidik je pomemben, ker je Twardowski po navadi značilen ne kot graditelj sistemov, temveč kot zagovornik »majhne filozofije«. V Relativnih resnicah Twardowski nasprotuje Brentanovim idejam o razmerju med časom in resnico. Z »resnico« pojmuje resnično sodbo in »absolutno resnico«, kot sodbo, ki velja neodvisno od okoliščin, časa in kraja. Glavna trditev Relativnih resnic je, da je vsaka resnica absolutna, to pomeni, da nobena sodba ne spremeni svoje resnične vrednosti glede na okoliščine, čas ali kraj. V zvezi s tem lahko izrazimo Twardowskijev pogled kot stališče, da je sodba resnična za vedno in od nekdaj, to je: Omnitemporalna resnica: Za vsako presojo g, če je g resničen v času t, je potem resničen tudi za poljuben čas t ' v preteklosti ali prihodnosti (enako velja za nepravilnost). Njegov cilj je braniti to trditev pred tistim, ki trdijo, da je resnica relativna na podlagi primerov eliptičnih stavkov (»jaz ne«), stavkov z indeksi (»moj oče se imenuje Vincent«), splošnih stavkov (»radioaktivnost je dobra za vas«) in stavkov o etičnih načelih (»napačno je govoriti zoper svoje lastno prepričanje«).

#### Dejanja in produkti (1912)
Nekaj časa je mislil, da je logika odvisna od psihologije. Imel je psihološko idejo o pomenu, kot mentalni vsebini iz vsebine in predmeta. Zrela teorija smisla Twardowskega je povezana s strogo definicijo razlikovanja med dejanji in produkti dejanj (medtem ko v Relativnih resnicah govori o sodbah kot ukrepih ali produktih). Na podlagi slovničnih analiz, ki naj bi pokazali logično pomembne razlike, Twardowski ugotavlja temeljno razlikovanje med telesnimi, psihičnimi in psihofizičnimi dejanji ter njihovimi produkti. Analiza v filozofskem slogu spominja na »predstavljeno« v Vsebini in predmetu, čeprav bolj splošno. Razmerje med dejanji in produkti, ki izhajajo iz njega je jezikovno izraženo v odnosu med glagolom in pripadajočim samostalnikom kot notranjim dopolnilom.

### Seznam del in idej
- O vsebini in predmetu predstavitev (1894)
- O tako imenovanih relativnih resnicah (1900)
- Dejanja in produkti (1912)

- Predstavljeni: Razlikovati »predstavljeno« v smislu, kjer pomeni vsebino, od »predstavljenega« v pomenu, kjer se uporablja za označevanje predmeta.
- Neobstoječi predmeti: Če predstavitev nima predmeta, ni nobenega predmeta, da bi ga sodili kot obstoječega ali neobstoječega.
- Merologija: deli vsebine in deli predmeta

## Dela
- Über den Unterschied zwischen der klaren und deutlichen Perzeption und der klaren und deutlichen Idee bei Descartes7 (1891) (doktorska disertacija)
- Idee und perzeption. Eine erkenntnis-theoretische Untersuchung aus Descartes(1892)
- Zur Lehre vom Inhalt und Gegenstand der Vorstellungen (1894)
- Wyobrażenie i pojęcie (1898)
- O tzw. prawdach względnych (1900)
- Über sogenannte relative Wahrheiten (1902)
- Über begriffliche Vorstellungen (1903)
- Das Wesen der Begriffe allegato a Jahresbericht der Wiener philosophischen Gesellschaft (1903)
- O psychologii, jej przedmiocie, zadaniach, metodzie, stosunku do innych nauk i jej rozwoju (1913) • Rozprawy i artykuły filozoficzne (1927)
- Wybrane pisma filozoficzne (1965)
- Wybór pism psychologicznych i pedagogicznych (1992)
- Dzienniki (1997)

### Prevodi v angleščino in francoščino
- On the Content and Object of Presentations. A Psychological Investigation. (1977)
- On Actions, Products and Other Topics in Philosophy. (1999)
- On Prejudices, Judgments and Other Topics in Philosophy (2014)
- Sur les objets intentionnels (1893–1901)

### Prevodi v slovenščino
- K nauku o vsebini in predmetu predstav (1977)